# Hilda Bernard
Hilda Bernard, nata Hilda Sarah Bernhardt (Puerto Deseado, 29 ottobre 1920 – Buenos Aires, 20 aprile 2022), è stata un'attrice argentina.

## Biografia
Figlia di padre inglese e madre austriaca, ha una sorella e un fratello, Raquel e Jorge. Dopo aver lasciato la scuola, incomincia a studiare alla Conservatorio Nacional de Arte Dramático. Nel 1942 riceve il suo primo lavoro in un'opera diretta da Orestes Caviglia e Enrique De Rosas al Teatro Nacional Cervantes. Nello stesso anno entra a far parte di Radio El Mundo, poi di Radio Splendid e infine è tornata in Radio El Mundo.
Nel 1952 fece la sua prima apparizione in un film diretto da Don Napy, dal titolo Mala gente. Dal 1960 recita in molte telenovelas e serie televisive, tra le altre El amor tiene cara de mujer, Un mundo de veinte asientos, Laura mía e El camionero y la dama.
Nel 1995 prende parte a Chiquititas. Nel 2002 recita ad un episodio di Los simuladores. Dal 2002 al 2003 interpreta Hilda Acosta, professoressa di storia nella telenovela Rebelde Way. Nel 2004 interpreta Nilda Santillán, nonna della protagonista, Florencia, e dell'antagonista, Delfina in Flor - Speciale come te.
Nel 2011 recita in Historias de la primera vez. Nel 2013 è parte del cast dell'opera teatrale Póstumos diretto da José María Muscari.
In tutta la sua carriera ha ricevuto premi e riconoscimenti. Nel 1992 ha vinto il Premio Martín Fierro, per il suo ruolo nella telenovela Antonella. Nel 2009 e 2011 ha ricevuto due candidature sempre allo stesso premio. Nel 2015 ha ricevuto il Martín Fierro per la sua carriera.
L'attrice è morta il 20 aprile 2022, ultracentenaria.

## Vita privata
È stata sposata due volte: con il presidente dell'Associazione Argentina di emittenti televisive, Horacio Zelada, e con il produttore, autore e regista Jorge Goncalvez, del quale è rimasta vedova nel 1983. Aveva una figlia di nome Patricia nata nel 1951, un nipote, Emiliano e un pronipote chiamato Lautaro.

## Filmografia

### Cinema
- Mala gente, regia di Don Napy (1952)
- Historia de una soga, regia di Enrique de Thomas (1956)
- Enigma de mujer, regia di Enrique Cahen Salaberry (1956)
- Autocine mon amour, regia di Fernando Siro (1972)
- Vení conmigo, regia di Luis Saslavsky (1973)
- La flor de la mafia, regia di Hugo Moser (1974)
- Días de ilusión, regia di Fernando Ayala (1980)
- Seis pasajes al infierno, regia di Fernando Siro (1981)
- Diapasón, regia di Jorge Polaco (1986)
- Cuerpos perdidos, regia di Eduardo de Gregorio (1989)
- Cuatro caras para Victoria, regia di Oscar Barney Finn (1989)
- Radioteatro, una pasión de multitudes, cortometraggio (2000)
- Animalada, regia di Sergio Bizzio (2001)
- Sin intervalo, regia di María Teresa Costantini (2002)
- Los inquilinos del infierno, regia di Juan Cruz Varela e Damián Adalberto Leibovich (2004)
- La sombra de Jennifer, regia di Daniel de la Vega e Pablo Parés (2004)
- Live-in Maid (Cama adentro), regia di Jorge Gaggero (2004)
- Vecinos, regia di Rodolfo Durán (2008)
- Il richiamo, regia di Stefano Pasetto (2009)

### Televisione
- Los suicidios constantes (1961)
- Su comedia favorita (1965)
- Lo mejor de nuestra vida... nuestros hijos (1967)
- Mujeres en presidio (1967)
- 0597 da ocupado (1968)
- Muchacha italiana viene a casarse – serial TV (1969)
- Alta comedia (1971-1972)
- Malevo (1972)
- El amor tiene cara de mujer (1976)
- Un mundo de veinte asientos (1978)
- Rosa... de lejos – serial TV (1980)
- Un latido distinto – serial TV (1981)
- Laura mía – serial TV (1981)
- Las 24 horas (1981)
- Tal como somos (1984)
- Povera Clara (La pobre Clara) – serial TV (1984)
- Marina de noche (1985)
- Momento de incertidumbre (1985)
- El camionero y la dama – serial TV (1985)
- Maria (María de nadie) – serial TV (1985)
- Una donna in vendita (Mujer comprada) – serial TV (1986)
- Ti chiedo perdono (Pasiones) – serial TV (1988)
- La donna del mistero (La extraña dama) – serial TV (1989)
- Renzo e Lucia - Storia d'amore di un uomo d'onore (Cosecharás tu siembra) – serial TV (1991)
- Manuela – serial TV (1991)
- Celeste – serial TV (1991)
- Antonella – serial TV (1992)
- La donna del mistero 2 (Soy Gina) – serial TV (1992)
- Celeste 2 (Celeste siempre Celeste) – serial TV (1993)
- Chiquititas – serial TV (1995-1997)
- Alas, poder y pasión (1998)
- Mamitas (1999)
- Cabecita – serial TV (1999)
- Los médicos de hoy 2 (2001)
- Los simuladores – serie TV, (2002)
- Rebelde Way – serial TV (2002-2003)
- La niñera – serial TV (2004)
- Flor - Speciale come te (Floricienta) – serial TV (2004)
- El patrón de la vereda – serial TV (2005)
- Collar de esmeraldas – serial TV (2006)
- Se dice amor – serial TV (2005)
- Los exitosos Pells – serial TV (2008)
- Socias – serie TV (2008)
- B&B – serial TV (2008)
- Dromo – serie TV (2009)
- Malparida – serial TV (2010)
- Lo que el tiempo nos dejó – serie TV (2010)
- Historias de la primera vez – serie TV (2011)
- Decisiones de vida – serie TV (2011-2012)
- Entrecruzadas (2012)[11]
- El Tabarís, lleno de estrellas – film TV (2012)
- Mi viejo verde (2013)
- Los Grimaldi (2013)

## Teatro
- Póstumos (2013)

## Riconoscimenti
- Premio Martín Fierro
  - 1992 – Miglior attrice non protagonista per Antonella[12]
  - 2009 – Candidatura alla miglior attrice protagonista di un unitario e/o miniserie per Dromo[13]
  - 2011 – Candidatura alla miglior partecipazione speciale in una fiction per Decisiones de vida[14]
  - 2015 – Premio alla carriera[15]

## Doppiatrici italiane
Nelle versioni in italiano dei suoi film, Hilda Bernard è stata doppiata da:
- Wanda Tettoni in La donna del mistero 2 e Manuela[16]
- Piera Cravignani in Maria, Ti chiedo perdono, Una donna in vendita, Antonella e Celeste 2[17]
- Stefania Ressico in Celeste[18]
- Germana Dominici in Renzo e Lucia[19]
- Mirella Pace in Rosa de lejos[20]
- Elena Magoia in La donna del mistero e Maria[21]
- Valeria Valeri in Maria (2ª voce, ridoppiaggio)[22]
- Francesca Palopoli in Povera Clara[23]
- Rosalba Bongiovanni e Daniela Debolini in Rebelde Way[24]
- Giovanna Avena in Flor - Speciale come te[25]